# Martha Vasconcellos
 (janvier 2024).
Si vous disposez d'ouvrages ou d'articles de référence ou si vous connaissez des sites web de qualité traitant du thème abordé ici, merci de compléter l'article en donnant les références utiles à sa vérifiabilité et en les liant à la section « Notes et références ».
Martha Maria Cordeiro Vasconcellos, née le 18 juin 1948 à Salvador au Brésil, est une brésilienne, qui a été élue Miss Brésil 1968 et Miss Univers 1968.